# Storia di Solarino
La storia di Solarino comprende quella dei primi insediamenti abitativi preistorici nell'area circostante il comune della provincia di Siracusa. Le prime notizie ufficiali su Solarino si hanno a partire dal 1296; il borgo nacque nel XVIII secolo.

## Le origini
Nei pressi di Solarino, nella località che in tempi odierni gli abitanti chiamano Pozzo della Chiesa - nome datole per la presenza di un'antica chiesa - vi sorge un pozzo, il quale viene alimentato da acqua sorgiva. Un'antica tradizione vuole che accanto a quel sito vi sostò San Paolo, durante la sua permanenza a Siracusa, mentre, prigioniero, veniva portato a Roma. Questa "vetus traditio" venne riportata dall'agiografo gesuita Ottavio Gaetani (1566-1620) nell'"Isagoge ad historiam sacram siculam" e, sulla sua autorità, da altri insigni storiografi ed esegeti, tra cui Cornelio a Lapide e Rocco Pirro. In epoca più recente, il religioso solarinese padre Serafino Maria Gozzo, docente di scienze bibliche al Pontificio Ateneo, con i suoi saggi storici cercò di argomentare sulla tradizionale sosta paolina: 

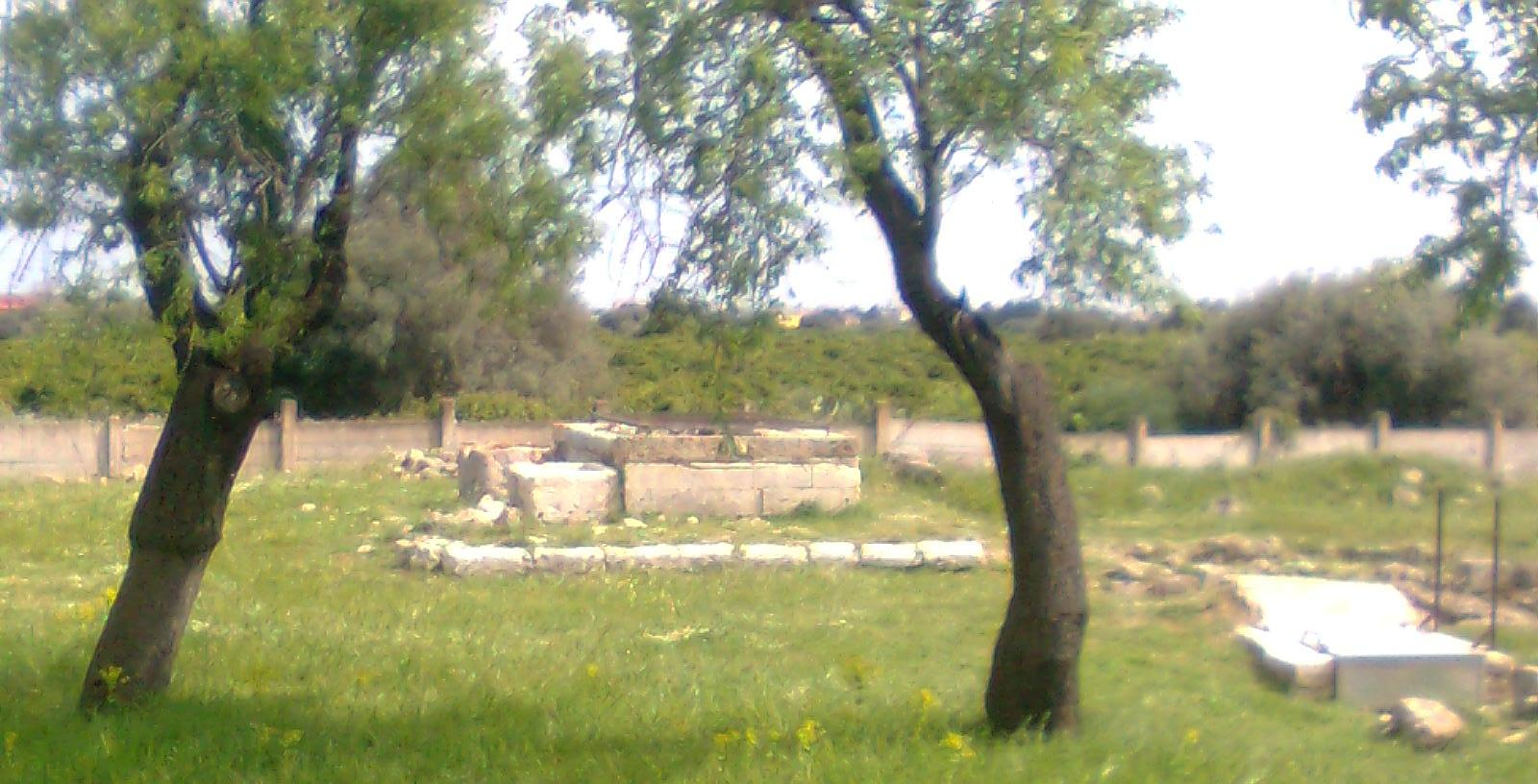
Il Pozzo di San Paolo a Cozzo Collura, primo nucleo abitativo solarinese risalente al periodo greco

«Questa tradizione nell'agro solarinese dovette persistere non solo per tutto il Settecento, quando nell'ambito del feudo di Solarino venne istituita la “Terra di S. Paolo”, ma è perdurata fino ai nostri giorni [...]»

Poiché le fonti bibliche attestano l'avvenuto passaggio e sosta, solamente a Siracusa nella terra di Sicilia, tale racconto solarinese è trattato come leggenda, avendo comunque per gli abitanti del luogo un sentito significato culturale.

### Insediamenti preistorici ed ellenici
La prima forma d'insediamento umano nella zona, risale al Paleolitico superiore (III millennio a.C.), come attesta il ritrovamento, ad opera di Paolo Orsi agli inizi del Novecento di una necropoli in località Cava del Rivettazzo, a 4 km (1 km in linea d'aria) circa, a nord dell'odierno centro urbano; il primo nucleo abitativo di cui si ha traccia, invece, è molto più recente e riguarda il periodo greco che va dal IV al III secolo a.C., come risulta dagli scavi archeologici effettuati, a pochi chilometri più ad Est del paese, in località Cozzo Collura, nel sito denominato Pozzo della Chiesa, zona pianeggiante in passato infestata dalla malaria.

### Le prime documentazioni ufficiali su Solarino
Le prime notizie ufficiali su Solarino si hanno soltanto a partire dal 1296 anno in cui compare, nel ruolo dei feudatari sintetizzato dal De Spucches, come feudo baronale del siracusano Gutierre de Nava. Dopo vari passaggi di proprietà, il 15 dicembre 1656, fu investita del feudo la nobile famiglia catalana dei Requesens o Requisenz, giunta in Sicilia nel 1453 con le truppe di Alfonso V d'Aragona.
Il 25 aprile 1760, Don Giuseppe Antonio Requisenz, "Principe di Pantelleria, Conte di Buscemi e Barone del feudo di Solarino", ottenne la licentia populandi, fondando la nuova "Terra di San Paolo" che popolò con coloni provenienti da località vicine (Floridia, Siracusa, Canicattini, Buscemi), nonché dal Piemonte, dalla Liguria e da Malta.
Le autorizzazioni a popolare i feudi avvenivano mediante concessioni Regie che avevano lo scopo, mediante l'istituzione di nuovi comuni rurali, di assicurare alla nobiltà feudale, da una parte, la conservazione - di fatto - del proprio dominio sulle terre e, dall'altra, di creare più benessere per la popolazione, ma nel contempo, anche di aumentare i censi, le gabelle ed i proventi di dazi e dogane.
La Terra di San Paolo Solarino, fu costituita come comunello (termine usato nella burocrazia borbonica per indicare l'odierna frazione) del comune capovalle di Siracusa.

## Dall'autonomia comunale alla seconda guerra mondiale

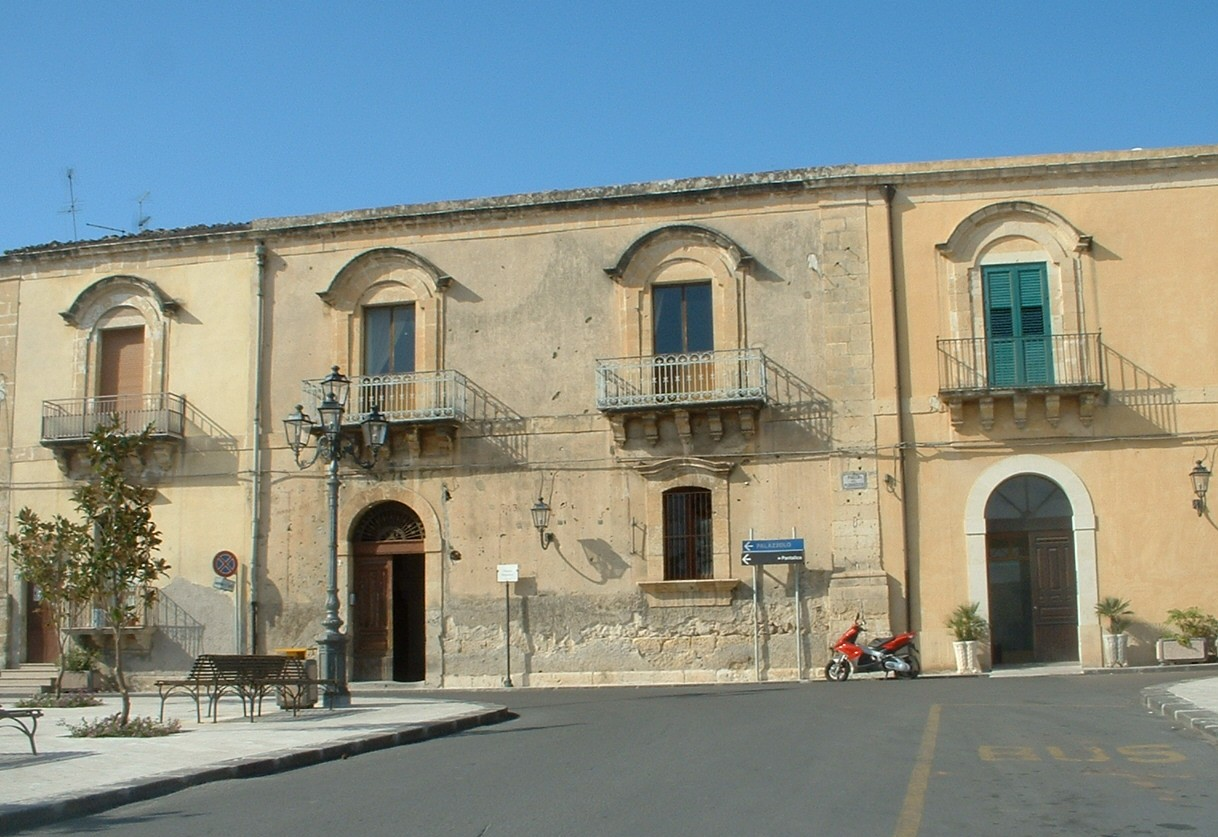
Il casino baronale, fatto costruire dal feudatario a partire dal 1754 su strutture preesistenti.

Successivamente alla sua costituzione, il Comunello ebbe un grosso incremento demografico dovuto, come già detto, soprattutto all'affluenza di coloni fatti provenire oltre che da diversi luoghi della Sicilia, anche dalla Liguria (in particolare dal Genovesato), dal Piemonte e soprattutto da Malta.
Non mancavano poi, tra i primi abitanti, anche famiglie provenienti dal Marocco («Maronitii») e dai Castelli Romani («Terrae Collium prope Romam habitatores»), come si desume dal Registro Parrocchiale dei Battesimi della Chiesa Madre.
Nel 1766, come si evince dal "Rivelo delle anime e dei beni" ritrovato dallo storico Orazio Sudano presso l'Archivio di Stato di Palermo, la Terra di S. Paolo contava già 235 abitanti, numero quasi triplicato dopo poco più di vent'anni; e, nel 1820 il fondatore chiese al Re di Napoli il permesso di «elevare San Paolo Solarino al rango di Comune autonomo».

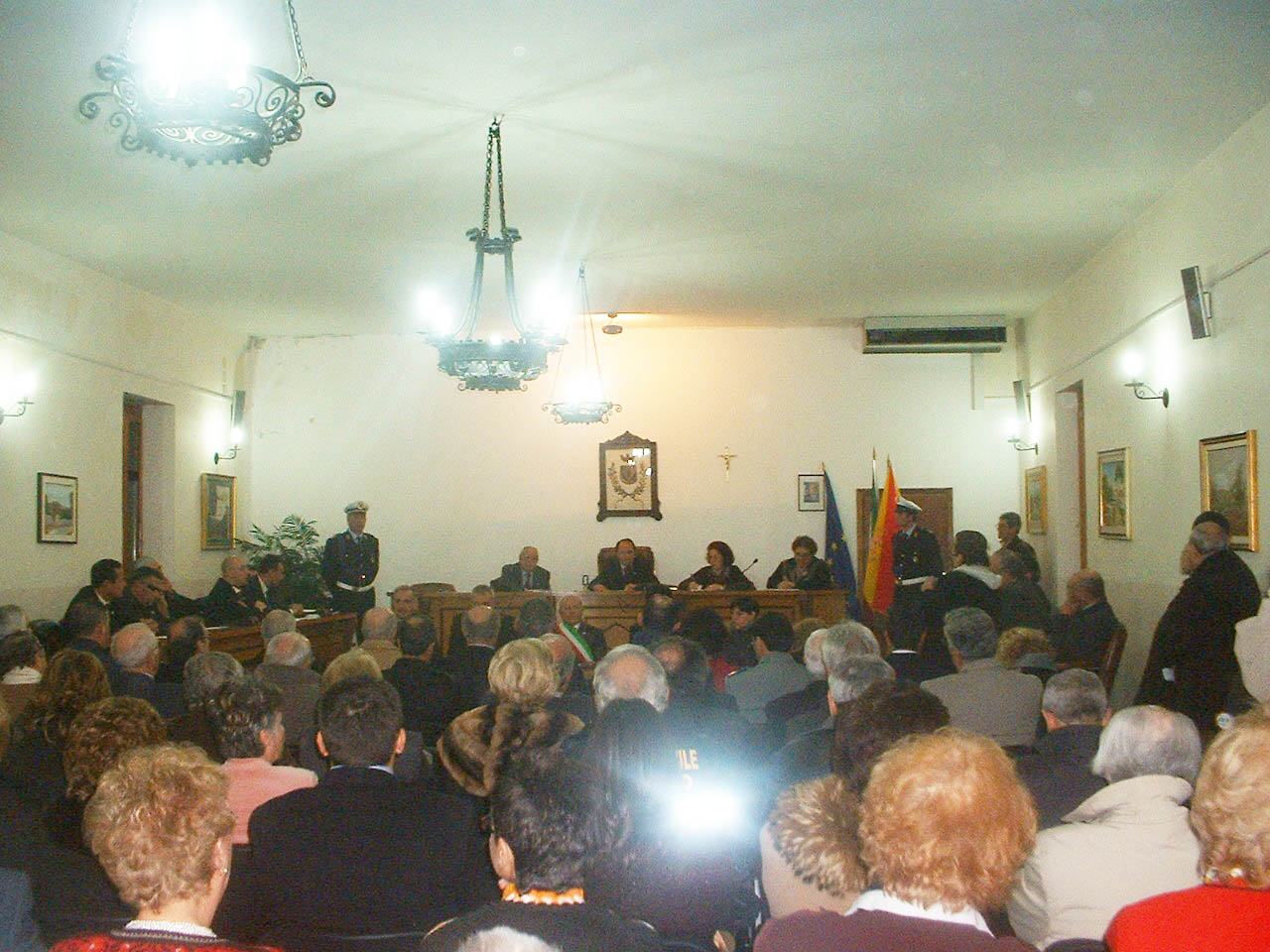
Seduta straordinaria ed informale del Consiglio Comunale di Solarino, indetto il 20 dicembre 2007 nell'ambito delle manifestazioni per il 180º anniversario dell'autonomia comunale. Conferenza commemorativa tenuta dallo storico Orazio Sudano.

Con Regio decreto n. 1687 del 20 dicembre 1827, Francesco I Re delle Due Sicilie, concesse al Comunello di San Paolo Solarino di separarsi da Siracusa, per costituirsi in Comune particolare (vale a dire, indipendente) avente la medesima denominazione, sancendone così l'autonomia amministrativa.
Tale autonomia, però, non fu immediata, dal momento che dapprima dovettero risolversi gli inevitabili problemi economici, logistici ed amministrativi legati alla ripartizione del territorio tra il Comune Capo-valle di Siracusa ed il neonato comunello. La decisione si ebbe il 14 luglio 1828, ma la copia del verbale fu inviata al sindaco soltanto il 29 luglio 1830, per cui fino a quella data, Solarino era di fatto riunito ancora a Siracusa. L'Archivio Storico del Comune, erroneamente ritenuto distrutto da un incendio nel 1944, custodisce i verbali delle delibere decurionali che iniziano a datare dal 1º gennaio 1832 e che portano la denominazione del comune sic et simpliciter "Solarino".
La popolazione era prevalentemente rurale e costituita per la maggior parte da piccoli possidenti terrieri, e per la rimanente da braccianti agricoli, artigiani e piccoli commercianti; conseguentemente, le attività più praticate erano l'agricoltura e la pastorizia. Tale assetto economico-sociale, che sopravvisse fino alla prima guerra mondiale, si rispecchiava perfettamente nella struttura urbana del paese.
Fino agli inizi del secolo scorso, infatti, la maggior parte delle abitazioni, eccezion fatta per pochi palazzetti, era costituita da povere case a pian terreno, con una o due stanze, prive dei più elementari servizi igienici.
Dopo la metà dell'Ottocento fu introdotta l'illuminazione pubblica mediante lampioni a petrolio; ma bisognerà aspettare il 1922 per l'elettrificazione della stessa. Nel 1925 iniziarono i lavori per l'incanalizzazione delle acque piovane e la costruzione dell'impianto idrico.
Agli inizi del Novecento, un considerevole il tasso di emigrazione riguardò soprattutto gli Stati Uniti d'America e l'Australia, dove sorsero numerose comunità solarinesi (a New Britain nel Connecticut, a Paterson nel New Jersey, e nel sobborgo di Melbourne, Moreland, in Australia) ma anche l'America Latina, l'Europa centrale (Svizzera e Germania) e le regioni dell'Italia settentrionale; che non riuscì ad essere bilanciato dall'immigrazione dei 4.000 profughi friulani giunti nel siracusano nel corso della prima guerra mondiale, alcuni dei quali si stanziarono a Solarino.
Di particolare rilevanza fu il ruolo di Solarino durante la seconda guerra mondiale. Già tra settembre ed ottobre nel 1939, le campagne intorno all'Ospedale Vasquez furono scelte per effettuarvi un campo d'addestramento del I e del IV battaglione del 75º Reggimento Fanteria; allo scoppio delle ostilità, il comune fu interessato dalla presenza di oltre 1300 sfollati provenienti soprattutto da Siracusa, Augusta e dai cosiddetti "Territori d'oltre mare", vale a dire dalle ex colonie africane; nel maggio del 1943, poi, Umberto di Savoia, allora generale del Gruppo Armate Sud vi passò in rassegna le truppe provenienti da Palazzolo, Buccheri, Vizzini e Grammichele che erano state schierate lungo la strada per Floridia; infine, tra l'11 ed il 13 luglio dello stesso anno, nei pressi del paese si combatté una delle più cruente battaglie che interessarono il territorio siracusano.
Alla fine degli scontri, l'abitato, fortunatamente non si presentò particolarmente danneggiato. Erano crollati i tetti di qualche abitazione e c'erano delle buche causate dallo scoppio delle granate, ma nel complesso erano rimasti integri sia la chiesa che il Palazzo Municipale. Nel 1944, però, proprio quest'ultimo venne dato alle fiamme da un gruppo di giovani renitenti alla leva, con la conseguente distruzione dell'anagrafe comunale.

### La Battaglia di Solarino (11-13 luglio 1943)

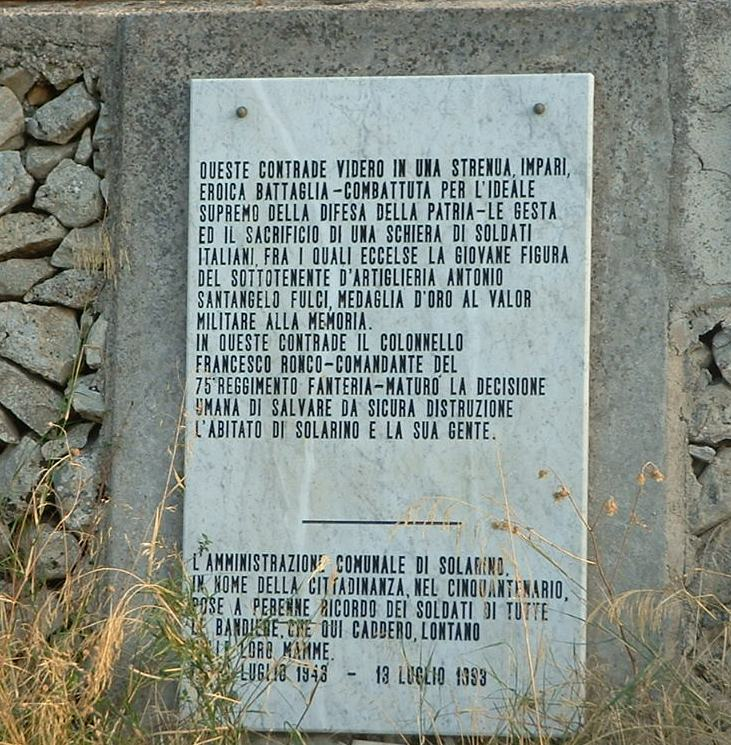
Lapide commemorativa del 50º anniversario della Battaglia di Solarino

Il 10 luglio 1943, dopo essere partito da Palazzolo Acreide alla volta di Siracusa, nell'intento di contrastare l'avanzata degli inglesi, il 75º Reggimento Fanteria, con a capo il colonnello Francesco Ronco, si rifugiò a Solarino - centro abitato più vicino - dopo essere incappato negli aerei inglesi che iniziarono a bombardare le truppe in marcia.
Raggiunta la compagnia ciclisti, di stanza proprio in quest'ultimo comune, il colonnello Ronco ordinò alla stessa compagnia di proseguire verso Floridia, ma nell'attraversamento del ponte Mulinello, l'automezzo che precedeva i ciclisti fu preso di mira dai tiratori alleati posizionati sulle alture oltre il ponte e così si ripiegò su Solarino, dove nel frattempo erano giunti gli uomini del gruppo mobile D provenienti da Misterbianco.
La mattina successiva giunse la notizia che i reparti motorizzati britannici avevano già occupato Floridia. L'11 luglio, in rinforzo alla colonna del 75º Fanteria venne inviato anche il battaglione mortai della divisione “Napoli”..
Alle ore 6, la colonna attestata fra Solarino e Floridia, riprese la marcia verso Siracusa, mentre i reparti corazzati britannici le andavano incontro e quasi mezz'ora dopo, iniziarono i combattimenti. Aumentando la pressione inglese, per evitare di essere circondato, il colonnello Ronco ordinò il ripiegamento sulle alture di Cugno Randazzo, che meglio di prestavano per la difesa.
Il 12 luglio, vennero fatti convergere su Floridia alcuni reparti britannici ritirati dal fronte di Priolo Gargallo; mentre altre truppe alleate provenienti da Noto ed Avola avevano già oltrepassato Palazzolo, erano già giunti presso le case dell'ex feudo Melilli (a 7 km da Solarino) e la colonna Ronco dovette affrontare l'avversario su due fronti.
Alle 4 del mattino del 13 luglio iniziò il definitivo attacco nemico: le infiltrazioni sui fianchi furono così profonde da minacciare il collegamento fra le posizioni della fanteria ed il gruppo d'artiglieria, per cui il ripiegamento fu d'obbligo. Verso le 13 tutta la zona di Cugno Randazzo fu invasa dal fuoco d'artiglieria e la reazione italiana andò via via scemando, fino a cessare completamente circa due ore dopo.
Durante le ultime fasi del combattimento perse la vita il sottotenente d'artiglieria Antonio Santangelo Fulci, al quale, nel 1949 sarebbe stata concessa la medaglia d'oro al valor militare «per spiccate prove d'abilità militare» (Decreto della Corte dei Conti del 07/09/1949); mentre al colonnello Ronco che riuscì a mettere in salvo la bandiera di combattimento del 75º Reggimento Fanteria (che adesso è conservata nel sacrario del Vittoriano, a Roma), così come ai pochi superstiti dello stesso reggimento venne concessa la medaglia d'argento al valor militare.
A cinquant'anni da quell'evento, il 13 luglio 1993, alla presenza delle associazioni dei combattenti, dei reduci solarinesi, delle autorità civili e di un drappello d'onore della Divisione di Fanteria Aosta, vennero deposte due corone d'alloro, una presso il Monumento ai Caduti e l'altra, ai piedi di un ulivo secolare, in contrada Cugno Randazzo. Sempre in tale località, in prossimità della cappella dedicata alla Madonna del Carmelo, sul margine della strada statale 124, venne scoperta una lapide il cui testo fu dettato dal dott. Orazio Sudano, collocata a cura dell'Amministrazione Comunale a ricordo di tali accadimenti. Nella medesima manifestazione, fu conferita la cittadinanza onoraria ad memoriam, al generale Francesco Ronco, deceduto nel 1978.

## Dal Secondo Dopoguerra ai giorni nostri

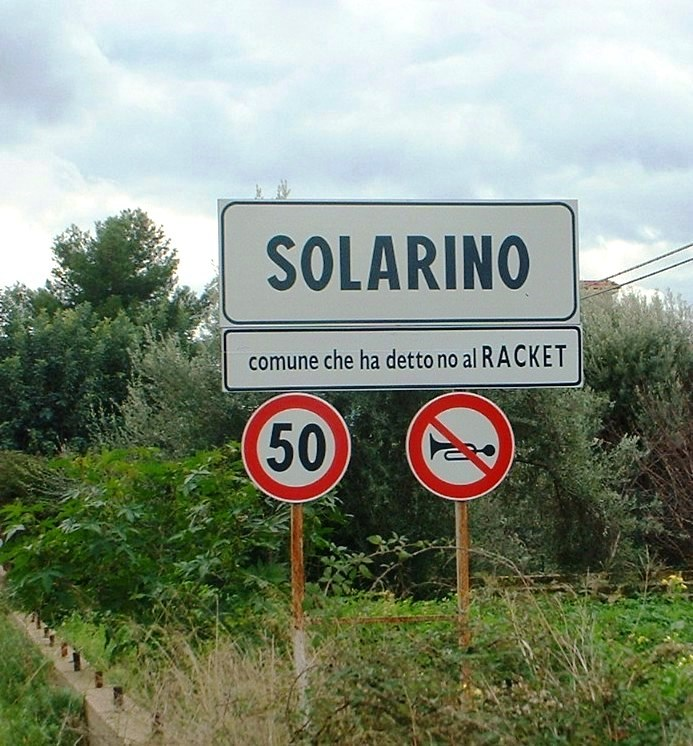
Il cartello segnaletico antiracket, primo caso in Italia, di una segnalazione del genere.

Fino alla fine del secondo conflitto mondiale, Solarino era uno dei tanti paesi agricoli della provincia di Siracusa con un'attività artigianale appena bastevole per i consumi locali.
Tale situazione perdurò fino agli anni sessanta, quando con la nascita del polo petrolchimico siracusano nel tratto di costa compreso tra Targia ed Augusta, gran parte delle campagne furono abbandonate e Solarino, grazie alla propria posizione geografica, equidistante sia dagli agglomerati industriali che dal capoluogo di Provincia, conobbe il fenomeno dell'immigrazione con un conseguente incremento demografico, che l'ha portato ad essere, attualmente, il terzo maggior centro urbano della Provincia (dopo Siracusa e Floridia) per densità abitativa (566 ab./km²).
Tra gli anni ottanta e novanta, tutta la provincia di Siracusa fu colpita da una recrudescenza delle estorsioni  che non risparmiò nemmeno Solarino.  Così, nel 1995 venne costituita, tra i vari commercianti, l'Associazione antiracket e, tre anni dopo, venne firmato un protocollo d'intesa tra l'associazione stessa ed il Comune, per la concessione da parte di quest'ultimo di locali interni al Palazzo Comunale da destinare a sportello antiracket.  Infine, nel 1999, per commemorare l'evento, il Comune adottò un'iniziativa senza precedenti in Italia:  ad ogni ingresso dell'abitato fu apposto un cartello segnaletico che riportava sotto al nome del paese la dicitura «comune che ha detto no al racket».
Altra data da ricordare nella recente storia solarinese è stata il 17 settembre 2003. Per tre giorni, la provincia di Siracusa fu messa in ginocchio da una violenta alluvione abbattutasi sulla Sicilia orientale, ma i danni più ingenti si ebbero proprio a Solarino. Soltanto nella prima giornata, vennero travolte cinquanta autovetture, molti edifici subirono dei crolli, tra cui la scuola elementare ed alcune famiglie dovettero rifugiarsi sui tetti delle case a causa dell'alto livello dell'acqua».
Alla fine dell'evento meteorologico risultò danneggiato l'80% della rete viaria, venne distrutto il 70% della rete fognaria e di quella idrica e per giorni il paese rimase isolato dai Comuni limitrofi, per l'inagibilità del ponte Diddino e della statale per Siracusa e Palazzolo, nonché per l'interruzioni della linea elettrica e telefonica.
Sempre nel 2003, sulla scorta degli incentivi disposti dalla legge regionale n. 30/2000 (cosiddetta legge Ortisi) è stata avanzata l'ipotesi della nascita dell'Unione dei Comuni tra Solarino e la vicina Floridia, al fine di una gestione collettiva dei servizi (tra i quali, polizia municipale, ambiente, trasporti pubblici, refezione scolastica), ferma restando l'autonomia amministrativa dei due enti locali.
Ipotesi che si è concretizzata nel 2010, anno in cui i consigli comunali dei due paesi hanno approvato l'atto costitutivo e lo statuto dell'Unione dei Comuni - Monti Climiti.